# Caxingó
Caxingó este un oraș în Piauí (PI), Brazilia.